# Музички аутомат
„Музички аутомат” је југословенски ТВ филм из 1971. године. Режирао га је Бранко Плеша а сценарио је написала Мирјана Буљан.

## Улоге
| Глумац              | Улога |
| ------------------- | ----- |
| Александар Берчек   |       |
| Дара Чаленић        |       |
| Блаженка Каталинић  |       |
| Власта Велисављевић |       |
| Слободанка Жугић    |       |